# Idona aperta
Idona aperta är en insektsart som först beskrevs av Beamer 1943.  Idona aperta ingår i släktet Idona och familjen dvärgstritar.
Artens utbredningsområde är Kalifornien. Inga underarter finns listade i Catalogue of Life.